# Edwin Banguera
Edwin Fernando Vente Banguera (Cali, 12 agosto 1996) è un calciatore colombiano, difensore del Felgueiras 1932.

## Caratteristiche tecniche
È un terzino sinistro.

## Carriera
Ha esordito in Primeira Liga il 10 agosto 2019 disputando l'incontro vinto 2-1 contro il Porto.